# Saint-Laurent-d'Arce
Pour les articles homonymes, voir Saint-Laurent.
Saint-Laurent-d'Arce est une commune du Sud-Ouest de la France, située dans le département de la Gironde, en région Nouvelle-Aquitaine.

## Géographie

### Localisation
La commune fait partie de l'aire d'attraction de Bordeaux et de son unité urbaine. Elle faisait auparavant partie de l'unité urbaine de Saint-André-de-Cubzac absorbée par celle de Bordeaux selon la délimitation de 2020.

### Communes limitrophes
Le territoire de la commune est limitrophe de ceux de six communes :
| Tauriac             | Cézac                |         |
| Prignac-et-Marcamps | Saint-Laurent-d'Arce | Peujard |
|                     | Saint-Gervais        | Virsac  |

### Hydrographie
La commune est traversée par le Moron.

### Climat
Pour des articles plus généraux, voir Climat de la Nouvelle-Aquitaine et Climat de la Gironde.
Historiquement, la commune est exposée à un climat océanique aquitain.  
En 2020, Météo-France publie une typologie des climats de la France métropolitaine dans laquelle la commune est exposée à un climat océanique et est dans la région climatique  Aquitaine, Gascogne, caractérisée par une pluviométrie abondante au printemps, modérée en automne, un faible ensoleillement au printemps, un été chaud (19,5 °C), des vents faibles, des brouillards fréquents en automne et en hiver et des orages fréquents en été (15 à 20 jours).
Pour la période 1971-2000, la température annuelle moyenne est de 12,8 °C, avec une amplitude thermique annuelle de 14,7 °C. Le cumul annuel moyen de précipitations est de 909 mm, avec 12,3 jours de précipitations en janvier et 6,6 jours en juillet. Pour la période 1991-2020, la température moyenne annuelle observée sur la station météorologique la plus proche, située sur la commune de Saint-Gervais à 2 km à vol d'oiseau, est de 13,9 °C et le cumul annuel moyen de précipitations est de 824,9 mm,. Pour l'avenir, les paramètres climatiques de la commune estimés pour 2050 selon différents scénarios d’émission de gaz à effet de serre sont consultables sur un site dédié publié par Météo-France en novembre 2022.

## Urbanisme

### Typologie
Au 1er janvier 2024, Saint-Laurent-d'Arce est catégorisée commune rurale à habitat dispersé, selon la nouvelle grille communale de densité à sept niveaux définie par l'Insee en 2022.
Elle appartient à l'unité urbaine de Bordeaux, une agglomération intra-départementale regroupant 73  communes, dont elle est une commune de la banlieue,,. Par ailleurs la commune fait partie de l'aire d'attraction de Bordeaux, dont elle est une commune de la couronne,. Cette aire, qui regroupe 275 communes, est catégorisée dans les aires de 700 000 habitants ou plus (hors Paris),.

### Occupation des sols

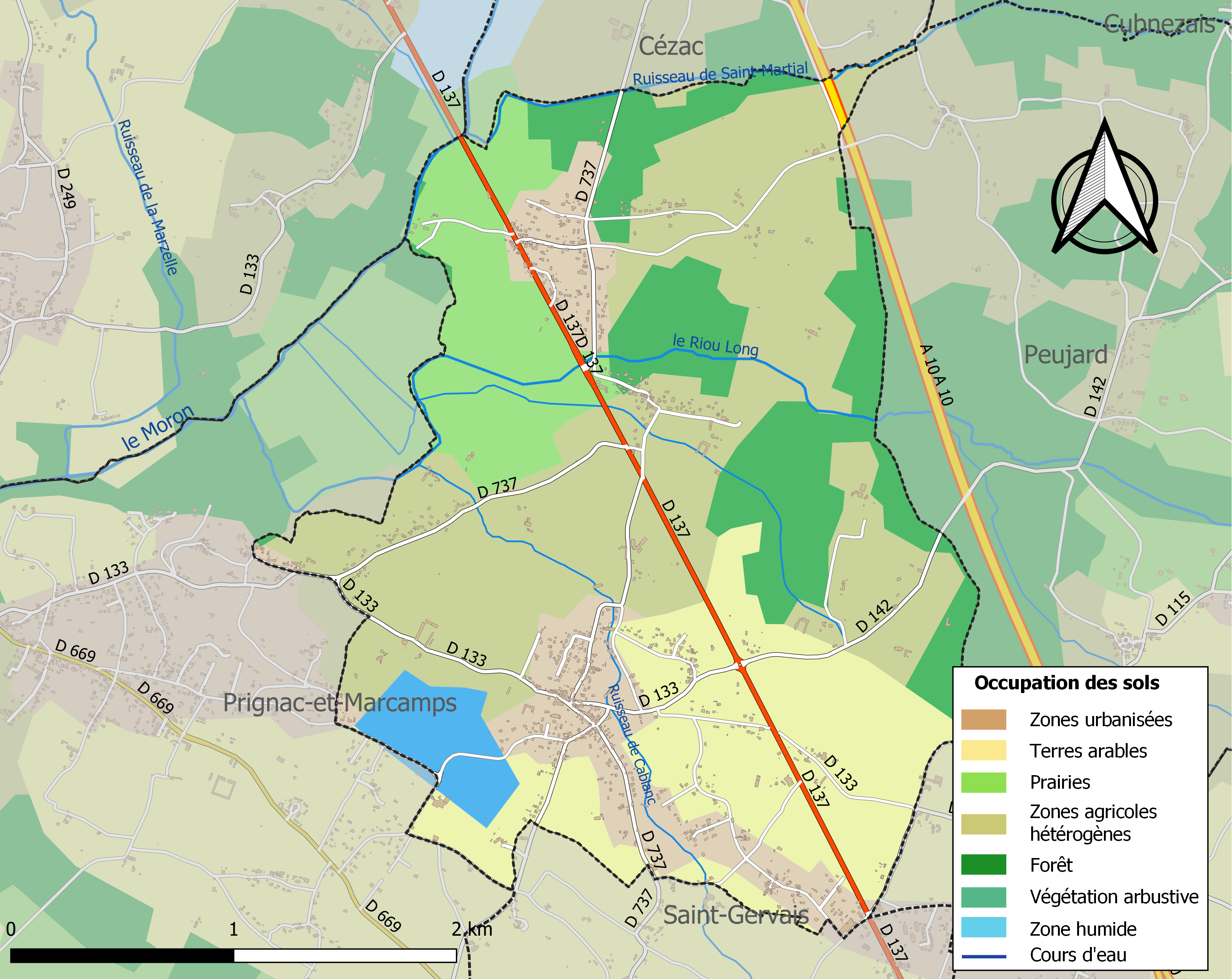
Carte des infrastructures et de l'occupation des sols de la commune en 2018 (CLC).

L'occupation des sols de la commune, telle qu'elle ressort de la base de données européenne d’occupation biophysique des sols Corine Land Cover (CLC), est marquée par l'importance des territoires agricoles (68,9 % en 2018), en diminution par rapport à 1990 (83,2 %). La répartition détaillée en 2018 est la suivante : 
zones agricoles hétérogènes (38 %), cultures permanentes (20,4 %), forêts (16 %), zones urbanisées (11,9 %), prairies (10,5 %), eaux continentales (3,2 %). L'évolution de l’occupation des sols de la commune et de ses infrastructures peut être observée sur les différentes représentations cartographiques du territoire : la carte de Cassini (XVIIIe siècle), la carte d'état-major (1820-1866) et les cartes ou photos aériennes de l'IGN pour la période actuelle (1950 à aujourd'hui).

### Risques majeurs
Le territoire de la commune de Saint-Laurent-d'Arce est vulnérable à différents aléas naturels : météorologiques (tempête, orage, neige, grand froid, canicule ou sécheresse), inondations, mouvements de terrains et séisme (sismicité faible). Un site publié par le BRGM permet d'évaluer simplement et rapidement les risques d'un bien localisé soit par son adresse soit par le numéro de sa parcelle.
Certaines parties du territoire communal sont susceptibles d’être affectées par le risque d’inondation par débordement de cours d'eau, notamment le Moron. La commune a été reconnue en état de catastrophe naturelle au titre des dommages causés par les inondations et coulées de boue survenues en 1982, 1993, 1999 et 2009,.
Les mouvements de terrains susceptibles de se produire sur la commune sont des affaissements et effondrements liés aux cavités souterraines (hors mines) et des tassements différentiels. Par ailleurs, afin de mieux appréhender le risque d’affaissement de terrain, un inventaire national permet de localiser les éventuelles cavités souterraines sur la commune.

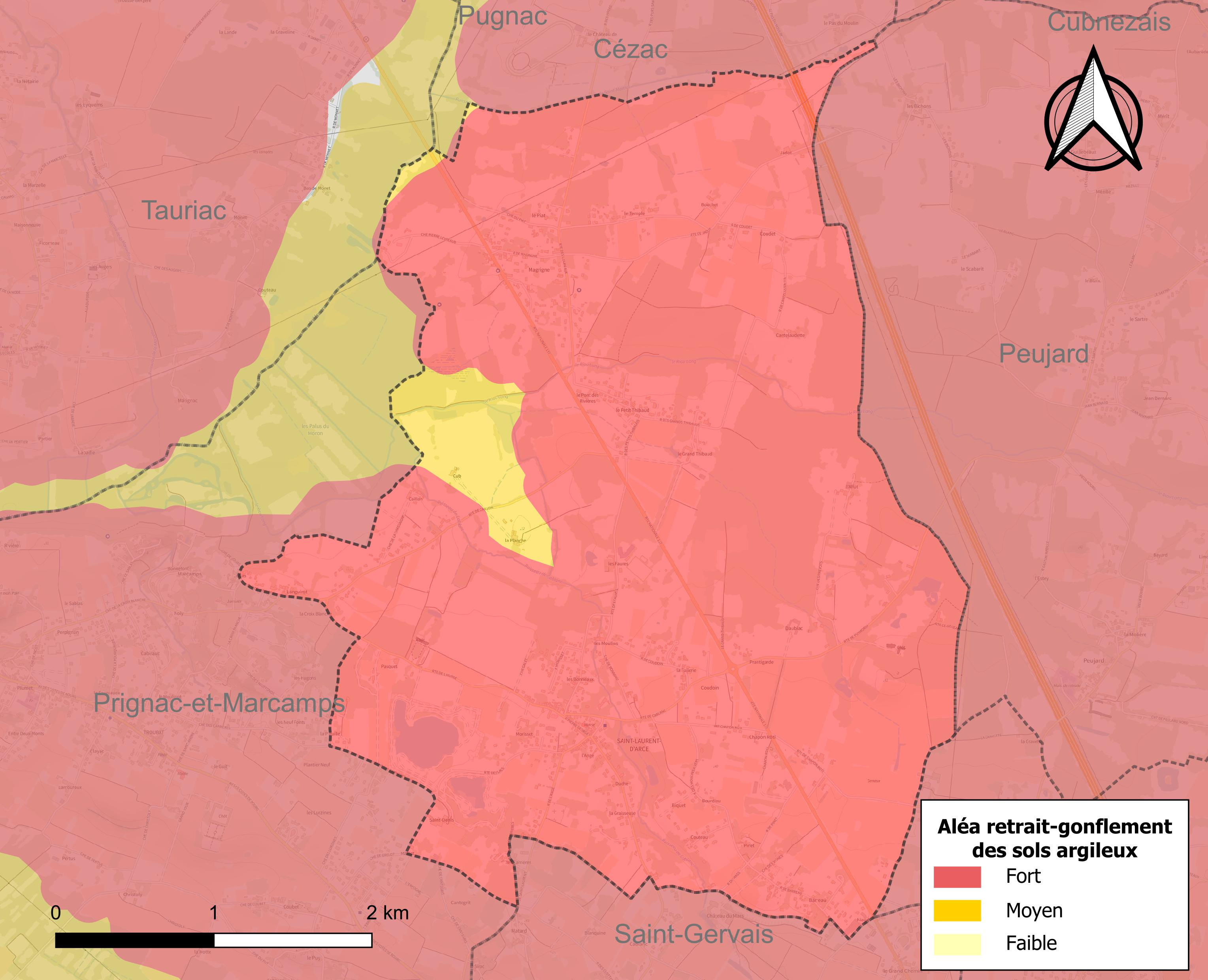
Carte des zones d'aléa retrait-gonflement des sols argileux de Saint-Laurent-d'Arce.

Le retrait-gonflement des sols argileux est susceptible d'engendrer des dommages importants aux bâtiments en cas d’alternance de périodes de sécheresse et de pluie. La totalité de la commune est en aléa moyen ou fort (67,4 % au niveau départemental et 48,5 % au niveau national). Sur les 603 bâtiments dénombrés sur la commune en 2019, 603 sont en aléa moyen ou fort, soit 100 %, à comparer aux 84 % au niveau départemental et 54 % au niveau national. Une cartographie de l'exposition du territoire national au retrait gonflement des sols argileux est disponible sur le site du BRGM,.
Concernant les mouvements de terrains, la commune a été reconnue en état de catastrophe naturelle au titre des dommages causés par la sécheresse en 1990 et par des mouvements de terrain en 1999.

## Toponymie
La commune doit son nom à saint Laurent, martyr du IIIe siècle, et au mot latin arx qui signifie « citadelle ».
En gascon, le nom de la commune est Sent Laurenç d'Arce.
Ses habitants sont appelés les Saint-Laurentais.

## Histoire
La découverte de racloirs datant du Moustérien (entre 70 000 et 35 000 avant Jésus-Christ) indique que le site de la commune est occupé dès le Paléolithique moyen.
À l’époque gallo-romaine, une citadelle est implantée, pour protéger la voie romaine qui relie Burdigala (Bordeaux) à Santonum (Saintes).
Au XVIIIe siècle, des carrières souterraines sont ouvertes pour l’extraction de la pierre de Bourg. Ainsi, la commune participe à la construction de la ville de Bordeaux ainsi que celle de ponts. Ultérieurement, de l'entre-deux-guerres jusqu'aux années 1950, les carrières de pierre, devenues inutilisées, sont transformées en champignonnières, pour la production de champignons de Paris.

### Les Templiers et les Hospitaliers
Au  XIe siècle, une église paroissiale est bâtie, puis, au XIIe siècle, une chapelle dédiée à sainte Quitterie est construite par les Templiers au lieu-dit Magrigne. La paroisse se trouve sur un des chemins de Saint-Jacques-de-Compostelle. Lors de la dévolution des biens de l'ordre du Temple la commanderie passa aux Hospitaliers de l'ordre de Saint-Jean de Jérusalem.
La chapelle est de style roman et n'a aucune fenêtre latérale à cause des bâtiments qui s'élevaient sur ses côtés. La nef unique est soutenue par de larges contreforts plats et bâtie avec de très belles pierres, elle est couverte d'un berceau brisé sans doubleau. Le chevet est plat et percé d'un élégant triplet aux ouvertures étroites et hautes. Léo Drouyn indique qu'un « cordon horizontal divise l'extérieur en deux étages, et les flancs nord et sud sont surmontés d'une corniche supportant des modillons semblables à ceux de la chapelle de la Magdeleine à Saint Émilion ». La porte du XIIIe siècle est surmontée d'une longue lancette et le pignon se termine par un clocher-arcade géminé. On retrouve des traces de peintures du XIIIe siècle ; Léo Drouyn conclut qu'elle doit être une des dernières ornées de peintures de cette époque.

## Politique et administration

### Découpage territorial
La commune fait partie de l'arrondissement de Blaye depuis 2006.

### Élections municipales et communautaires

#### Liste des maires
| Période                                  | Période  | Identité               | Étiquette | Qualité |
| ---------------------------------------- | -------- | ---------------------- | --------- | ------- |
| 1977                                     | 2001     | Michel Carrique        |           |         |
| mars 2001                                | 2020     | Jacques Bastide        | UMP-LR    |         |
| 2020                                     | En cours | Jean-Pierre Suberville |           |         |
| Les données manquantes sont à compléter. |          |                        |           |         |

### Jumelages
- Klingenberg am Main (Allemagne) depuis 1980
- Sant Llorenç d'Hortons (Espagne) depuis 1992[23]

## Population et société

### Démographie
L'évolution du nombre d'habitants est connue à travers les recensements de la population effectués dans la commune depuis 1793. Pour les communes de moins de 10 000 habitants, une enquête de recensement portant sur toute la population est réalisée tous les cinq ans, les populations de référence des années intermédiaires étant quant à elles estimées par interpolation ou extrapolation. Pour la commune, le premier recensement exhaustif entrant dans le cadre du nouveau dispositif a été réalisé en 2007.

En 2022, la commune comptait 1 553 habitants, en évolution de +8 % par rapport à 2016 (Gironde : +6,91 %, France hors Mayotte : +2,11 %).
| 1793 | 1800 | 1806 | 1821 | 1831 | 1836 | 1841 | 1846 | 1851 |
| ---- | ---- | ---- | ---- | ---- | ---- | ---- | ---- | ---- |
| 858  | 719  | 734  | 787  | 856  | 835  | 794  | 859  | 775  |

| 1856 | 1861 | 1866 | 1872 | 1876 | 1881 | 1886 | 1891 | 1896 |
| ---- | ---- | ---- | ---- | ---- | ---- | ---- | ---- | ---- |
| 877  | 882  | 874  | 849  | 818  | 827  | 829  | 881  | 886  |

| 1901 | 1906 | 1911 | 1921 | 1926 | 1931 | 1936 | 1946 | 1954 |
| ---- | ---- | ---- | ---- | ---- | ---- | ---- | ---- | ---- |
| 922  | 855  | 813  | 700  | 666  | 711  | 656  | 597  | 625  |

| 1962 | 1968 | 1975 | 1982  | 1990  | 1999  | 2006  | 2007  | 2012  |
| ---- | ---- | ---- | ----- | ----- | ----- | ----- | ----- | ----- |
| 703  | 782  | 877  | 1 020 | 1 140 | 1 057 | 1 260 | 1 289 | 1 370 |

| 2017  | 2022  | - | - | - | - | - | - | - |
| ----- | ----- | - | - | - | - | - | - | - |
| 1 449 | 1 553 | - | - | - | - | - | - | - |

## Culture locale et patrimoine

### Lieux et monuments

#### L'église Saint-Laurent
L'église Saint-Laurent est située au centre du village. Elle fut construite au XIe-XIIe siècle, puis dotée d'un puissant clocher barlong. Léo Drouyn indique : « Au XVIe siècle, on a rebâti l'église presque entière et on l'a fortifiée de manière à en faire une sorte de citadelle capable de résister longtemps à une troupe de gens armés. » Son portail construit en avant-corps, dont les voussures en arc brisé retombent sur des chapiteaux de feuillage correspond à la deuxième campagne de travaux, située au XIIIe siècle, et contemporaine de l'édification du clocher; il remplace probablement le premier portail roman. Au fond de l'avant-corps, la porte est ornée au XVIe siècle de motifs du gothique flamboyant. La nef s'accompagne d'un bas côté voûté en étoile dont les clefs sont bordées d'un cordage. Jusque vers 1880, elle était entourée d'un vaste cimetière.
L'église est inscrite à l'Inventaire des Monuments historiques par arrêté du 21 décembre 1925.

#### La chapelle Sainte-Quitterie de Magrigne

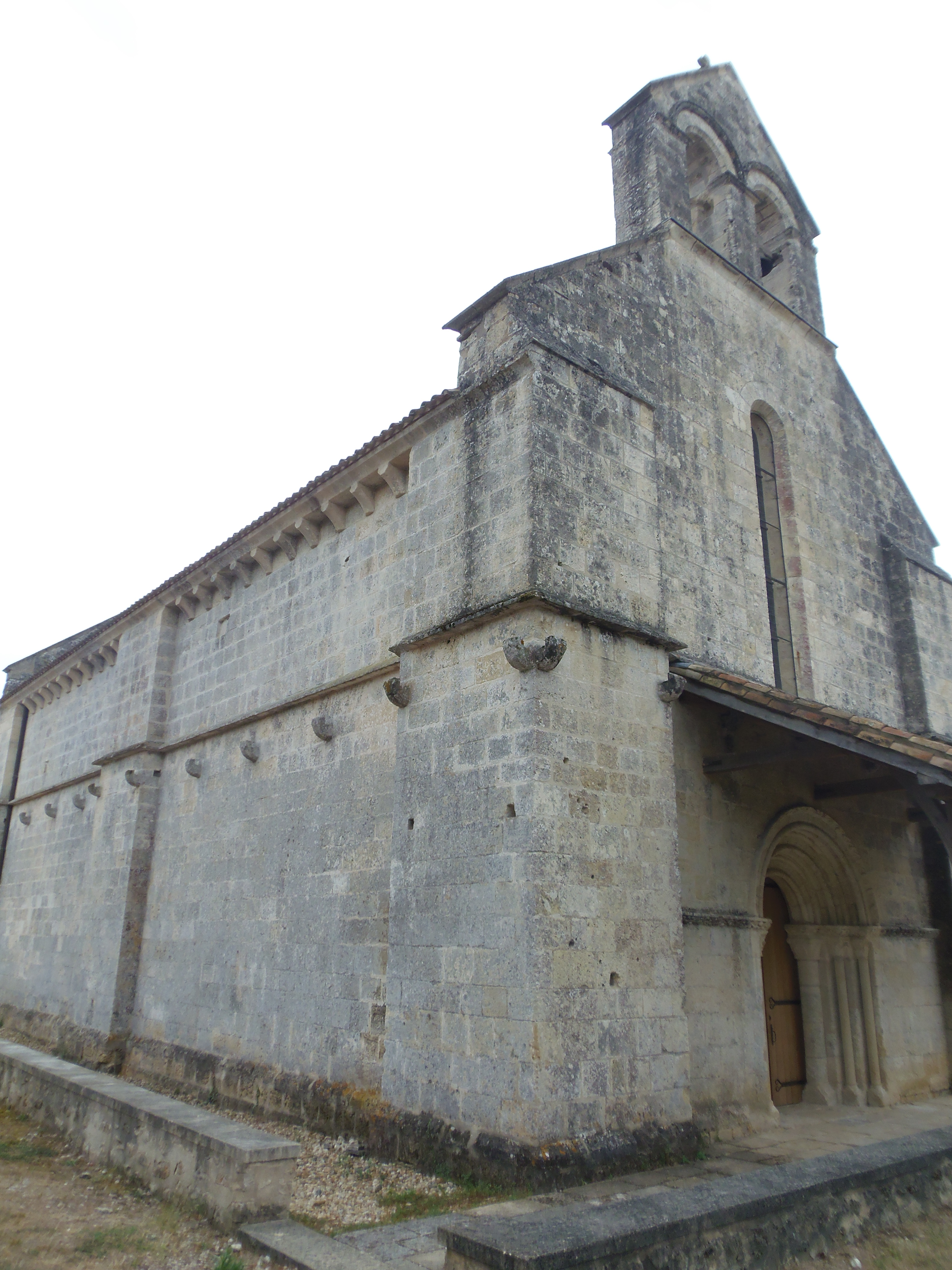
Chapelle Sainte-Quitterie.

L'église Sainte-Quitterie est une chapelle des Templiers a été bâtie au XIIe siècle et elle est dédiée à sainte Quitterie. La chapelle était un sanctuaire au XIIIe siècle, attribué aux Hospitaliers de l'ordre de Saint-Jean de Jérusalem.
Abandonnée, envahie par les herbes folles, les animaux de la ferme, elle fut restaurée et rendue au culte en 1895. Un pèlerinage est organisé chaque année pour la fête de la Pentecôte.
La chapelle est classée Monument historique par arrêté du 10 novembre 1921.

### Personnalités liées à la commune
Jean Raphaël Chagneau (1900-1983)                      Instituteur Résistant : Commandant Chagneau      Adjoint de Pierre Georges - Colonel Fabien

### Héraldique
| Blason de Saint-Laurent-d'Arce | Blason  | Taillé abaissé à senestre, au premier d'azur à l'église du lieu, faillie à senestre, au trait et maçonnée de sable, senestrée en chef d'une croisette de Malte de sable, surmontés de l'inscription « SAINT LAURENT D'ARCE » en lettres de sable ordonnées en arc de cercle, au second d'or au champignon accosté à dextre d'un autre plus petit et à la grappe de raisin feuillée, les deux meubles au trait de sable et rangés en bande. |
| Blason de Saint-Laurent-d'Arce | Détails | Officiel, présent sur le site internet de la commune |